# Løten
Løten és un municipi situat al comtat d'Innlandet, Noruega. Té 7.588 habitants (2016) i la seva superfície és de 369 km². El centre administratiu del municipi és el poble homònim. És part de la regió tradicional de Hedmarken.

## Informació general
La parròquia de Løten va ser establerta com a municipi l'1 de gener de 1838.

### Nom
El municipi (originalment la parròquia) és el nom d'una antiga granja (en nòrdic antic: Lautvin). El primer element és Laut, que significa "depressió" (hi ha una llarga depressió al municipi). L'últim element és vin que significa "prat" o "pastura".
Des de l'any 1500 al 1838 el nom fou escrit "Leuten". Des del 1838 al 1918 el nom fou escrit "Løiten". S'ha escrit Løten des de 1918 .

### Escut d'armes
L'escut d'armes és modern. Se'ls va concedir el 7 de setembre de 1984. L'escut mostra una banya beguda de daurada de l'edat mitjana en un fons vermell. Representa la importància històrica del cultiu de blat i també els productes de la moderna Løten Brænderi (fàbrica de cervesa de Løten).

## Geografia

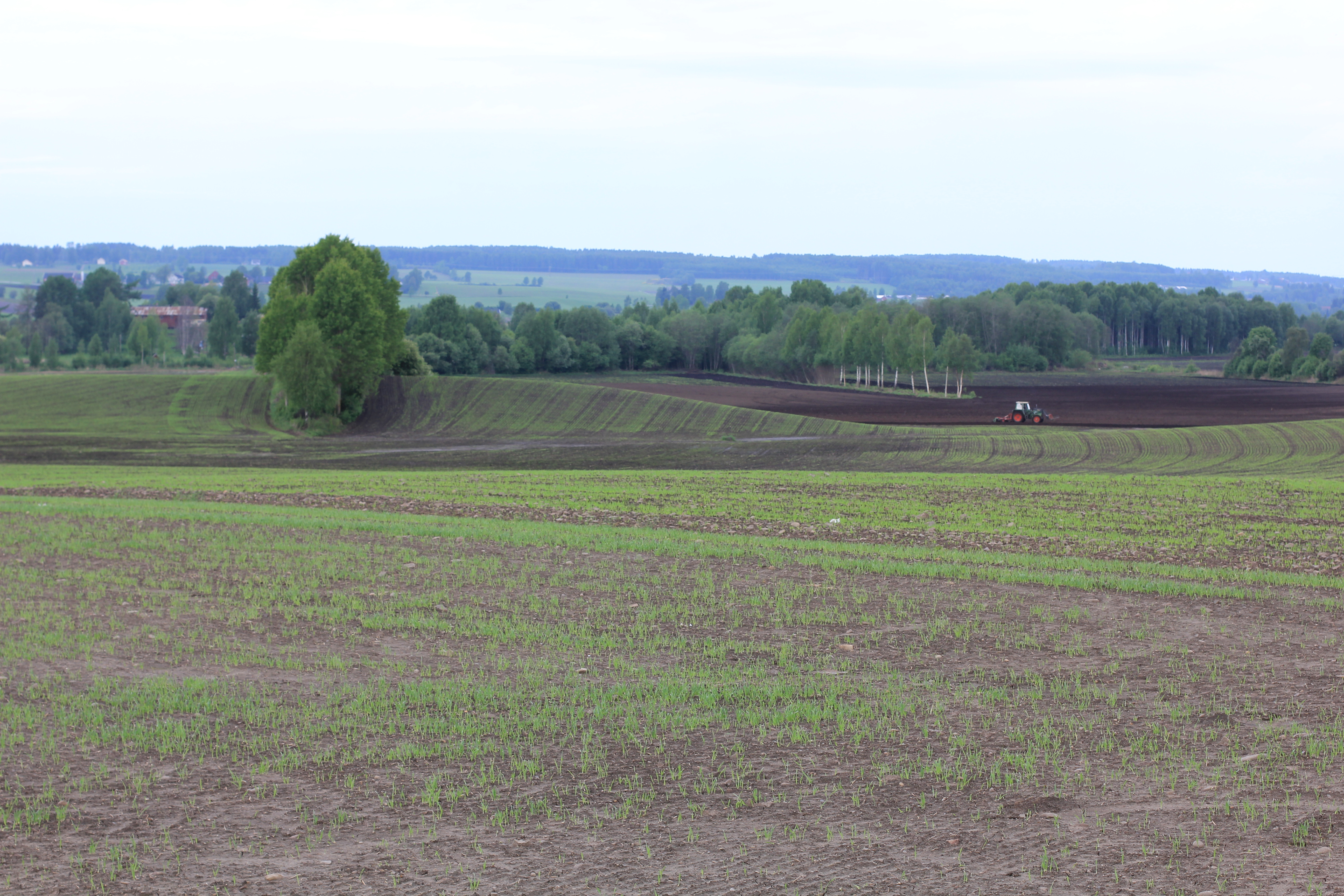
Camps de cultiu a Løten.

Løten està situat pràcticament al centre de Hedmark, enmig d'una gran depressió. Limita amb Hamar al nord-oest, amb Stange al sud-oest i amb Elverum a l'est.
Løten es troba la "frontera" entre els camps de blat de la part baixa de Noruega oriental i el sud del llac Mjøsa, on comença la taigà: els boscos de coníferes boreals que s'estén des de l'est de Noruega fins a Sibèria. Aquesta situació fronterera entre la terra agrícola conreada i el començament de la taigà feu que el poeta Rolf Jacobsen, ciutadà de la veïna ciutat de Hamar, dediqués un poema a aquest fet anomenat "Tanker ved Ånestadkrysset " (Pensaments a la cruïlla d'Ånestad).

## Residents notables
- L'artista Edvard Munch va néixer a Løten el 12 de desembre de 1863 .
- Kristoffer Nilsen Svartbækken Grindalen (1804-1876) fou l'última persona a Noruega condemnada a mort per assassinats. Ell era d'Elverum, però va cometre un assassinat a Løten i també va ser executat allí.